# Antsulaiud
Antsulaiud est une île d'Estonie.